# Fudbalski Klub Sevojno
Il Fudbalski Klub Sevojno (cir. ser. Фудбалски клуб Севојно), ora denominato Fudbalski Klub Sevojno Point per motivi di sponsor, è una società calcistica di Sevojno, in Serbia. Gioca nella Prva Liga, la seconda divisione serba.
Fondata nel 1950, non ha mai giocato nella massima serie SuperLiga, ma ha avuto modo di partecipare e superare un turno preliminare, all'UEFA Europa League 2009-2010, in qualità di finalista della Coppa di Serbia 2008-09, dove è stata sconfitta 3-0 dal Partizan Belgrado, che ha vinto anche il campionato (accedendo ai preliminari di UEFA Champions League e di conseguenza lasciando posto libero nell'altra competizione).
| Stagione | Torneo             | Turno          | Nazione             | Club       | Andata | Ritorno | Totale |
| -------- | ------------------ | -------------- | ------------------- | ---------- | ------ | ------- | ------ |
| 2009-10  | UEFA Europa League | 2° preliminare | Lituania (bandiera) | FBK Kaunas | 0-0    | 1-1     | 1-1    |
|          |                    | 3° preliminare | Francia (bandiera)  | Lille OSC  | 0-2    | 0-2     | 0-4    |

Nota: in grassetto le partite casalinghe

## Palmarès

### Altri piazzamenti
- Coppa di Serbia:

Finalista: 2008-2009
- Prva Liga Srbija:

Secondo posto: 2009-2010
- Srpska Liga:

Secondo posto: 2003-2004 (girone ovest), 2004-2005 (girone ovest)
Terzo posto: 2001-2002 (girone Moravia)

## Rosa 2009-2010
| N. |                       | Ruolo | Calciatore          |
| -- | --------------------- | ----- | ------------------- |
| 1  | Serbia (bandiera)     | P     | Milorad Nikolić     |
| 3  | Serbia (bandiera)     | C)    | Vladislav Virić     |
| 4  | Montenegro (bandiera) | D     | Radoš Bulatović     |
| 5  | Serbia (bandiera)     | D     | Vladimir Sandulović |
| 6  | Serbia (bandiera)     | D     | Savo Raković        |
| 7  | Serbia (bandiera)     | C     | Radan Šunjevarić    |
| 8  | Serbia (bandiera)     | C     | Lazar Jovičić       |
| 9  | Serbia (bandiera)     | A     | Marko Pavićević     |
| 10 | Serbia (bandiera)     | A     | Vladimir Vujović    |
| 11 | Serbia (bandiera)     | D     | Igor Stanisavljević |
| 12 | Serbia (bandiera)     | P     | Darko Rogić         |
| 13 | Serbia (bandiera)     | C     | Aleksandar Pejović  |

| N. |                   | Ruolo | Calciatore          |
| -- | ----------------- | ----- | ------------------- |
| 15 | Serbia (bandiera) | D     | Nikola Maksimović   |
| 16 | Serbia (bandiera) | A     | Bojan Timić         |
| 17 | Serbia (bandiera) | C     | Miloš Vuković       |
| 18 | Serbia (bandiera) | C     | Stefan Lijeskić     |
| 19 | Serbia (bandiera) | A     | Nemanja Lijeskić    |
| 20 | Serbia (bandiera) | C     | Goran Ćosić         |
| 23 | Serbia (bandiera) | A     | Uroš Dimitrijević   |
| 24 | Serbia (bandiera) | D     | Marko Popović       |
| 25 | Serbia (bandiera) | P     | Savo Vesnić         |
| 26 | Serbia (bandiera) | D     | Predrag Milivojević |
| 27 | Serbia (bandiera) | D     | Aleksandar Denadija |
| 28 | Serbia (bandiera) | D     | Lazar Božović       |
| 29 | Serbia (bandiera) | C     | Vladimir Mudrinić   |